# Uprowadzenie z seraju
Uprowadzenie z seraju (niem. Die Entführung aus dem Serail, KV 384) – opera singspiel Wolfganga Amadeusa Mozarta z librettem autorstwa Gottlieba Stephanie napisanym na podstawie tekstu Christopha Friedricha Bretznera.
Uprowadzenie z seraju było pierwszym dziełem scenicznym, z jakim, mający wówczas 26 lat, Mozart wystąpił w Wiedniu.

## Osoby
- Selim Basza – rola mówiona
- Konstancja – sopran/sopran koloraturowy
- Blonda, pokojowa Konstancji – sopran
- Belmonte – tenor
- Pedrillo, sługa Belmonta – tenor
- Osmin, zarządca domu Selim Baszy – bas
- naczelnik straży – rola mówiona
- wioślarz – rola mówiona
- chór niewolników, straż

## Treść
Miejscem akcji, która rozgrywa się w XVI wieku, jest seraj – pałac tureckiego baszy. Opera opowiada historię próby uprowadzenia z niego Konstancji i Blondy, które zostały porwane przez piratów i sprzedane Selimowi Baszy.
Akt I. Belmonte w poszukiwaniu swej narzeczonej Konstancji, porwanej przez korsarzy, przybywa do Turcji i zjawia się przed pałacem baszy Selima, któremu została sprzedana Konstancja wraz ze swą pokojówką Blondą. Podstarzały, lecz pełen wigoru Turek Osmin, zarządzający posiadłościami dostojnika, węszy jakiś podstęp i nie chce wpuścić intruza do pałacu. Hałas sprzeczki ściąga Pedrilla, służącego Belmonta, zakochanego w Blondzie, który zdołał już wkraść się w łaski groźnego baszy. Po odejściu Osmina Pedrillo opowiada Belmontowi, że Konstancja wiernie czeka na niego, odrzucając wciąż dowody uczucia zakochanego w niej bez pamięci baszy Selima. Również Blonda wesołymi żartami zbywa zaloty podstarzałego Osmina i wraz ze swą panią z utęsknieniem czeka na wybawienie z niewoli. Gdy nadchodzi basza w towarzystwie Konstancji (aria Konstancji „Ach, ich liebte”), Pedrillo przedstawia mu swego pana jako znakomitego budowniczego. Podstęp udaje się i Belmonte mimo oporu podejrzliwego Osmina wkracza w progi pałacu.
Akt II rozpoczyna się sceną między Blondą a Osminem. Pełna temperamentu dziewczyna energicznie paraliżuje zakusy Turka. Strapiony całkowicie Osmin odchodzi, zaś Blonda dodaje odwagi Konstancji, która tęskniąc za Belmontem, poczyna już tracić nadzieję (aria „Martern aller Arten”). Po odejściu Konstancji zjawia się Pedrillo z wiadomością, że Belmonte już przybył i okręt jego czeka na morzu niedaleko pałacu baszy. Blonda śpieszy zanieść swej pani tę radosna wieść, Pedrillo zaś przygotowuje się do ostatecznej rozgrywki przeciwko chytremu Osminowi. Znając słabość Turka do zakazanych przez Mahometa trunków, obdarowuje go pękatą flaszką cypryjskiego wina, do której uprzednio nasypał proszku nasennego. Gdy Osmin, pociągnąwszy tęgo z flaszki, upija się, a następnie usypia, w ogrodzie spotykają się obie zakochane pary. Akt II kończy się wspaniałym kwartetem, w którym wszyscy czworo snują marzenia o bliskiej już wolności.
Akt III. Belmonte i Pedrillo przybywają nocą pod okna haremu, wzywając śpiewem Konstancję i Blondę. Po chwili wszyscy uchodzą spiesznie w kierunku morza. Lecz oto drzwi pałacu otwierają się i staje w nich Osmin, który tymczasem zupełnie otrzeźwiał. Na jego wezwanie janczarowie ruszają w pogoń: po chwili zbiegowie zostają schwytani i postawieni przed obliczem, rozgniewanego baszy. Osmin triumfuje. We wspaniałej arii („Ach, wie will ich triumphieren”) maluje – sam przed sobą – obrazy wyszukanych tortur, jakie niezawodnie czekają zbiegów. Staje się jednak inaczej. Ich miłość, nie lękająca się nawet śmierci, i chęć poświęcenia się – jedno dla drugiego – wzruszają serce baszy, który wspaniałomyślnie darowuje wszystkim czworgu upragnioną wolność.

## Historia utworu
Utwór jest wodewilem (singspiel). Powstał na przełomie lat 1781 i 1782, po przeprowadzce Mozarta do Wiednia. Opera była prezentem ślubnym dla dopiero co poślubionej Konstancji Weber. Premiera, która miała miejsce 16 lipca 1782, okazała się wielkim sukcesem. Rok później, 8 maja 1783, opera pojawia się na deskach Teatru Narodowego w Warszawie. Jest to pierwsza opera w języku niemieckim, która zyskała taką popularność. Cesarz Józef II nazwał ją pierwszą operą narodową.
Turecka stylizacja opery została uzyskana dzięki zastosowaniu bębnów, dzwonków i trójkątów. Inspiracją do podjęcia się pracy nad utworem była panująca wówczas w Wiedniu moda na orientalizm. Mozart często odwiedzał stragany sprzedawców tureckich handlujących m.in. bakaliami, jedwabiem i innymi towarami orientalnymi, co pobudzało wyobraźnię i przysparzało nowych doznań estetycznych. Również dzięki temu stworzył ciekawą, barwną i wzbogaconą o „efekty fajerwerku” oprawę muzyczną. Nie brakuje tam też momentów dramatyzmu, napięcia, niepokoju aby po tym zakończyć całość wzajemnym przebaczeniem i pojednaniem. Opera trafiła w gusty wiedeńczyków, a popularne melodie były przerobione dla potrzeb słuchania w kameralnym towarzystwie. Uprowadzenie z seraju było najczęściej wystawianą operą za życia kompozytora spośród wszystkich jego oper, po niej plasuje się Idomeneusz, król Krety (KV 366).